# Жмеринська загальноосвітня школа № 3
Жмеринська загальноосвітня школа № 3 — загальноосвітня школа І-ІІІ ступенів у м. Жмеринка, що розташована за адресою: пров. Лютневий, 3.

## Історія школи

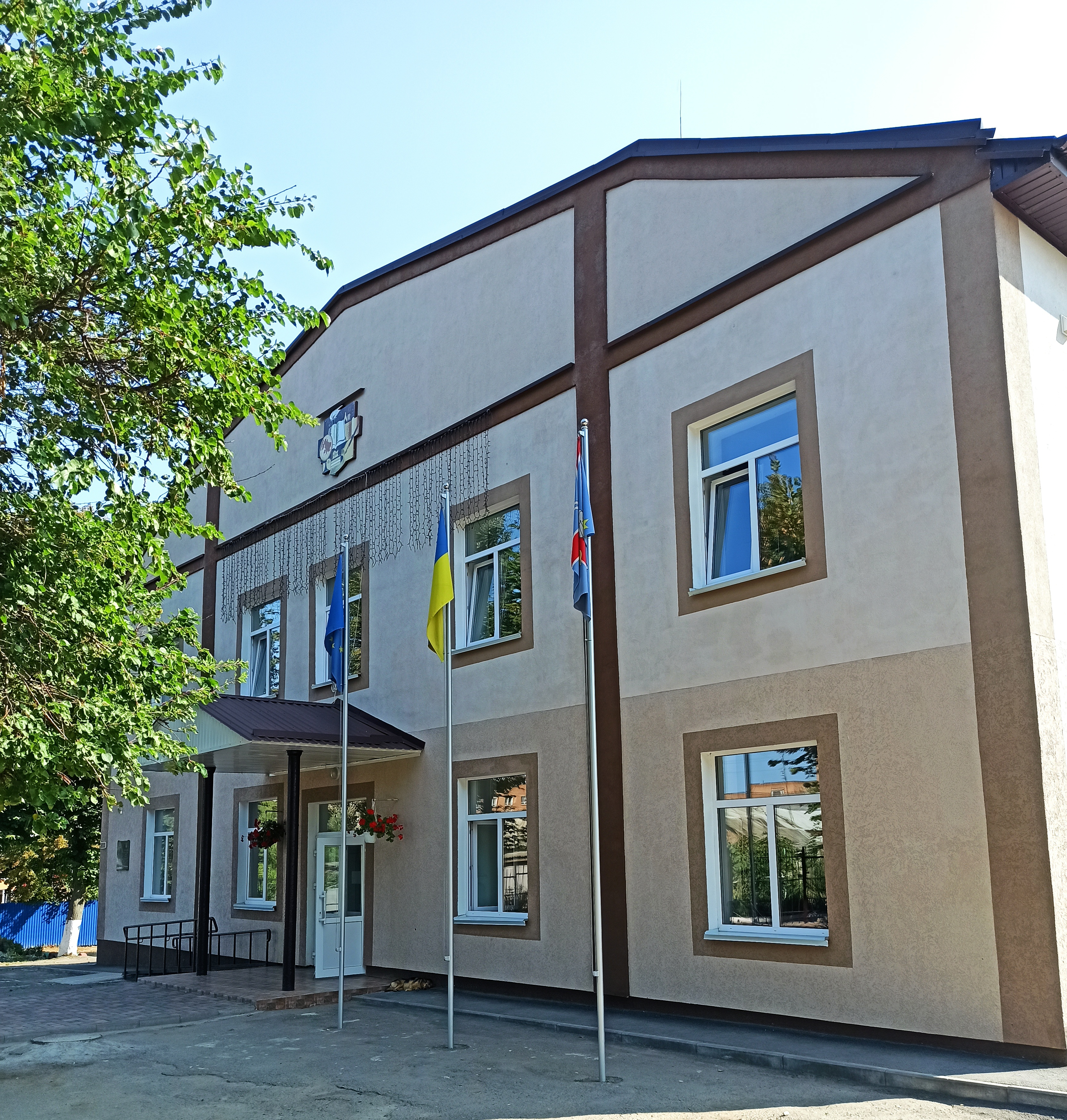
Будівля школи. Вигляд із подвір'я

Вигляд з Лютневого провулку

В 1910 р. староста міста О. Добровольський звернувся до графа Гейдена з проханням виділити на околиці міста ділянку землі для будівництва школи. Після згоди графа, за рішенням Міської думи, в районі вулиці Олександрівської (нині – Соборної) розпочалося її будівництво. Керував будівництвом староста міста.
27 вересня 1912 року в маєтку графа Гейдена міська управа провела засідання училищної комісії. Наслідком цього засідання став документ, в якому йдеться про завершення будівництва приміщення школи. Тоді ж у цій будівлі було відкрито Вище початкове училище для хлопчиків. В основному там навчались діти селян і міщан, тобто вихідці з середнього і бідного станів.
Навчання в училищі було платним – 20 карбованців за рік, а для бажаючих вивчити іноземну мову (німецьку, або французьку) – ще по 10 за кожну мову. Окрім того вивчались такі предмети: Закон божий для православних, російська мова та література, арифметика, географія Російської імперії, історія Російської імперії, природознавство, фізика, креслення, малювання, співи, фізкультура. Кожен урок тривав 45 хвилин і називався академічним часом. Знання і поведінка учнів оцінювалась за 5-бальною системою оцінювання. Для переведення в наступний клас були іспити по всіх, без виключення, предметах.

Меморіальна дошка Сергію Замогильному на будівлі школи

В початковий період роботи училища в ньому працювало лише 8 учителів. Серед них перший директор закладу — Ліпніцький Іван Володимирович (з його ініціативи в 1914 році на пустирі біля училища було посаджено фруктовий сад). Працювали тут священик і законовчитель. Викладачем французької та німецької мов працювала німецька баронеса, а фізкультуру викладав колишній офіцер царської армії. З 1915 року після початку Першої світової війни школа була зайнята військовими частинами, бо Подільська губернія була в той час прифронтовою зоною. З цієї причини класи училища були розкидані в інші школи міста на другу зміну. Лише в 1916 році школа повернулась у власне приміщення. Після 1917 року вона була названа загальнообов’язковою трудовою школою з українською мовою навчання.
В 1926 році був посаджений шкільний парк. В школі навчалось 180 дітей і працювало 13 учителів.
Під час Другої світової війни школа працювала, але достовірної інформації про діяльність навчального закладу відсутня.
За період з 1963 по 1972 рр. до школи було добудовано 6 класів і їдальню. Також було побудовано гуртожиток для дітей, які добиралися з віддалених сіл. Прикрасилась школа і ззовні: на подвір’ї був висаджений скверик із верб, а перед входом до школи височіли гіпсові постаті піонера і піонерки.

## Відомі випускники
- Сергій Замогильний — мічман атомного підводного човна «Комсомолець».
- Антон Москаленко — старший солдат, що загинув у зоні АТО.